# Trango Monk
Der Trango Monk (Monk englisch für „Mönch“) ist ein 5850 m hoher Granitgipfel auf der Nordseite des Baltorogletschers gegenüber von Urdukas im Baltoro Muztagh im Norden Pakistans. Er befindet sich etwa 400 m nördlich des Trango Tower. Der Trango Monk bildet einen südlichen Nebengipfel des Trango Ri (6363 m). Er liegt an der Südostflanke des Trango II (6327 m).

## Besteigungsgeschichte
Die Erstbesteigung des Trango Monk gelang am 6. September 2004 den drei Slowenen Klemen Mali, Miha Valic und Tomaz Jakofcic.
Sie kletterten vom Sattel an der Nordseite des Trango Tower in zwei Tagen die Ostwand hinauf zum Gipfel. Der Kletterroute (450 m, 6b A2 70°) gaben sie den Namen Chota Badla.